# Castello di Montechiaro (Rivergaro)
Das Castello di Montechiaro ist eine mittelalterliche Burg in Montechiaro, einem Ortsteil der Gemeinde Rivergaro in der italienischen Emilia-Romagna.
Die Burg steht auf den ersten Hügeln des Ligurischer Apennin und dominiert das untere Val Trebbia. Mit dem verschwundenen Castello di Rivergaro, das etwas unterhalb der Burg stand, und den Burgen von Statto und Rivalta am gegenüberliegenden Ufer des Flusses bildete die Burg ein Verteidigungsviereck, mit dem der „Caminus Genue“, die Straße von Piacenza nach Genua, die die Poebene mit dem ligurischen Meer verband, kontrolliert werden konnte.

## Geschichte
Die Burg, die als „Castrum Raglii“ unter dem Namen des benachbarten Ortsteils Rallio in den Annali Piacentini erwähnt ist, wurde vermutlich um die Mitte des 12. Jahrhunderts im Auftrag der Familie Malaspina errichtet, eines Adelshauses, für die die Burg sicherlich die Rolle einer Festung entlang der Straße in die Ebene spielte. Faktoren, die auf eine Errichtung auf Betrieben der Malaspinas hindeuten, sind stilistische Elemente, die auf Arbeiten aus der Lunigiana hindeuten, damals Dreh- und Angelpunkt der Herrschaften der Familie. Die Burg blieb bis zum Ende des 12. Jahrhunderts in den Händen der Malaspinas.
Die Burg wurde 1234 durch Populares (dt.: Bürger) aus Piacenza zerstört, die schon vorher andere Burgen im Tal angegriffen hatten, darunter die von Rivergaro und die von Pigazzano, weil sich Adlige, die aus Piacenza geflohen waren, dort Zuflucht gefunden hatten. 1251 wurde die Burg vom Podestaten von Cremona, Uberto Pallavicino, unterstützt von diversen Kräften aus dem ghibellinischen Lager, okkupiert. Auch 1312 wird die Burg als Zuflucht von ghibellinischen Adligen erwähnt, wogegen sie im Jahr darauf einen fruchtlosen Angriff durch Galluccio Fulgosio über sich ergehen lassen musste. Per Notarvertrag wurde sie am 7. Juli 1324 von Haus Quattrocchi an die Familie Anguissola abgegeben.
1374 wurde die Festung, die unter der Führung von Riccardo Anguissola stand, ohne Erfolg von der Familie Fulgosio angegriffen, die während des Angriffs mit ansehen mussten, wie mehrere ihrer Soldaten gefangen genommen und zum Tode verurteilt wurden. Später wurde der Streit über die Besitzrechte an der Burg zwischen den Familien Anguissola und Fulgosio durch die Heirat von zwei Mitgliedern beider Familien geschlichtet.
1377 gab Lancillotto Anguissola die Burg an Giovanni Anguissola weiter. Acht Jahre später wurde die Burg, die Annibale Anguissola verteidigte, von den feindlichen Rebellen des Herrn von Mailand, Gian Galeazzo Visconti, erobert. 1462 schloss sich Onofrio Anguissola in die Burg ein, nachdem er gegen den Herzog von Mailand, Francesco I. Sforza rebelliert hatte und in der Nähe von Grazzano Visconti in einer Schlacht geschlagen worden war. Den dem Herzog ergebenen Truppen gelang es dank des Verrats seines Bruders, Gian Galeazzo Anguissola, der sich die Sympathien des Herzogs sichern wollte, ihn zu fassen. Nach dem Tod von Gian Galeazzo wurde das Anwesen unter seinen beiden unehelichen Söhnen und den Brüdern Filippo Maria und Antonio, Angehörigen des Familienzweiges aus Podenzano in zwei Teile aufgeteilt.
1635 wurde die Festung, die praktisch unverteidigt und nur mit Frauen und Kindern bevölkert war, von einer Bande von Banditen aus Bobbio eingenommen, die das Tal heruntergekommen waren. Ihre Besetzung dauerte allerdings nur einen einzigen Tag, da sie am folgenden Tag von einer Miliz aus Villò unter dem Kommando des Grafen Girolamo Anguissola und des Grafen Pier Maria Zanardi Landi di Veano gefasst wurden.
Die Burg gehörte bis 1652 zu den Besitzungen der Familie Anguissola, dann verkaufte Gerolamo III. Anguissola das Gebäude, das sich damals bereits in schlechtem Erhaltungszustand befand, an den Ritter Bernardo Morando aus Genua für eine Summe von 197.800 Lire, 1 Soldo und 11 Denare. 1656 erbte nach dem Tod von Bernardo dessen Sohn Gian Francesco die Burg, ließ sie restaurieren und an die Bedürfnisse der Zeit anpassen. 1662, nach dem Tod von Gian Francesco Morando ohne männliche Nachkommen, erbte Morando Morandi die Burg und behielt sie zusammen mit dem Lehen 44 Jahre lang. Unter der Herrschaft Morando Morandis wurde in der Nähe der Burg eine Brücke über die Trebbia gebaut, die später, Anfang des 18. Jahrhunderts, einstürzte, und die Ausbeutung des „Olio di Sasso“, also der Erdölvorkommen in der Gegend, eingeleitet, an denen vorher auch der Bruder interessiert war. Um 1770 wurde die Burg letztmals umgebaut mit dem Ziel, sie in eine Adelsresidenz zu verwandeln.
Die Familie Morando behielt die Kontrolle über die Burg bis 1841, als in der Folge des Todes des Grafen Luigi Morando die Familiengüter an die fünf Brüder der Schwester Teresa fielen, die den Markgrafen Antonio Casati Rollieri geheiratet hatte. Bei der Aufteilung der Güter bekam Luigia Casati, die Gemahlin des Grafen Pavesi aus Pontremoli, die Burg. Nachdem auch sie ohne direkte Erben verstorben war, fiel die Burg an Antonio Giovanni Casati, den Vetter von Luigia. Im 20. Jahrhundert fiel die Burg nach dem Tod des Markgrafen Giovanni Casati gemäß dem Testament seiner Gattin Imelde Anguissola Scotti an den Neffen von Imelde, den Professor Ranieri Gagnoni Schippisi.
Nachdem die Familie Gattegno die Burg 1990 gekauft hatte, wurde sie nach und nach bedeutenden Restaurierungsarbeiten unterzogen.

## Beschreibung

### Gebäude
Das Gebäude gehört zu den interessantesten in der Provinz Piacenza und ist durch einen Donjon in der Hofmitte gekennzeichnet, dessen Form dem Ort angepasst ist, an dem sich das Gebäude erhebt. Der Turm hat oben ghibellinische Zinnen und unten findet sich ein kleines Fenster, das mit einem Gewölbe aus einem einzigen Stein ausgestattet ist, was auf einen Bauzeitraum im 13. Jahrhundert hinweist. Der erste Mauerring, der mit einem Wehrgang ausgestattet ist, ist 15 Meter hoch und besitzt eine unregelmäßig sechseckige Form. Zahlreiche Bauten sind später entstanden, vorwiegend für Wohnzwecke, und wurden an diese Mauer angebaut. An der Nordostfassade liegt ein Gebäude, das ursprünglich das Herrenhaus war, aber später in ein Lager umgebaut wurde: Im Inneren dieses Bauwerks liegt ein großer Salon, der mit Bildwirkereien mit dem Wappen der Familie Anguissola dekoriert ist, wogegen in einem weiteren Saal, der vermutlich als Gebetsraum diente, ein Fresko eines unbekannten Künstlers aus der Renaissance zu finden ist, auf dem die Madonna abgebildet ist. Im Untergeschoss liegen die Gefängnisse, an deren Wänden sich zahlreiche Einritzungen und Graffiti finden, darunter auch ein liturgischer Gesang, der der Auferstehung Christi gewidmet ist.
Außerhalb des ersten Mauerrings liegt ein zweiter, der eine elliptische Form hat. Der einzige Eingang dazu befindet sich an der Südwestseite und hatte anfangs eine Zugbrücke. Etwa 30 Meter entfernt davon liegt der dritte und letzte Mauerring, dessen Zustand schlechter ist als der der anderen beiden. Er hat eine poligone Form und folgt dem hügeligen Geländeverlauf.

### Benvegnù

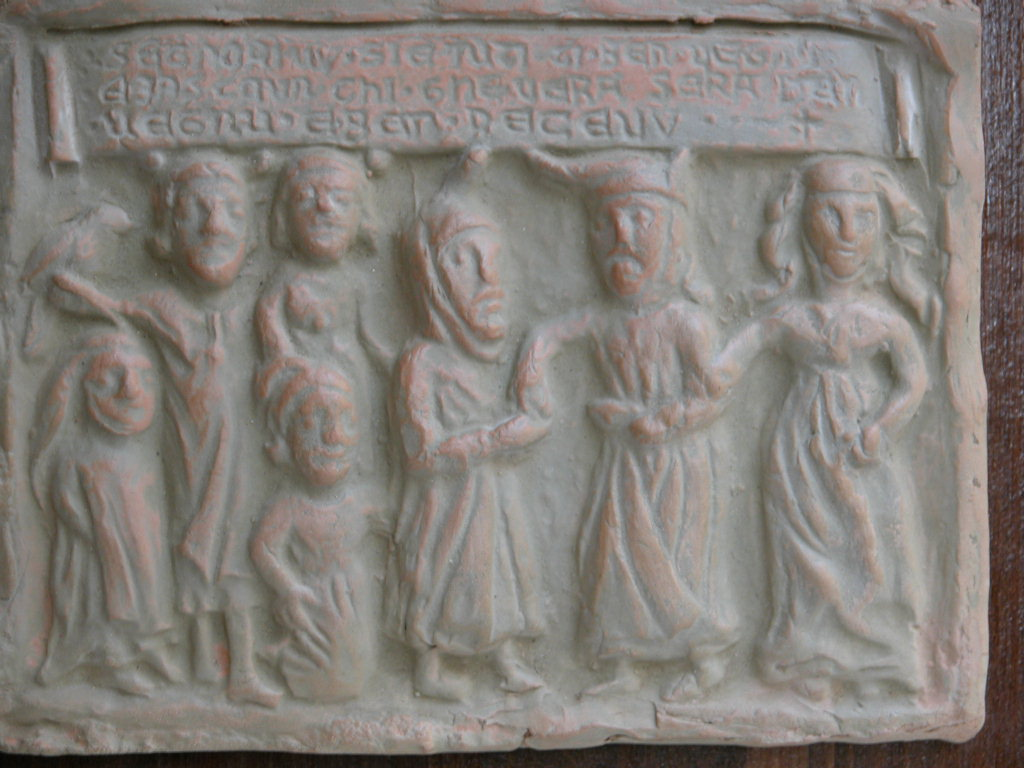
Reproduktion des „Benvegnù“

Unter dem Zugangstor der Burg befindet sich ein Halbrelief aus Sandstein, das „Bevegnù“ (dt.: Begegnung) genannt wird und die Eigentümer der Burg zeigt, wie sie die Gäste mit folgendem, umgangssprachlichen Satz begrüßen:

“Signori vu sie tuti gi ben vegnù e zesscun ghe verà serà ben vegnù e ben recevù.“ (dt.: Meine Herren, seien Sie alle willkommen geheißen und seien Sie sicher, dass Sie [tatsächlich] willkommen sind und gut aufgenommen werden.)

Das Halbrelief, das im Stadtmuseum in Piacenza im Palazzo Farnese aufbewahrt wird, ist eines der ersten Zeugnisse eines geschriebenen Textes in italienischer Umgangssprache und stammt vermutlich aus den ersten Jahren des 14. Jahrhunderts. Die Inschrift auf dem Halbrelief ähnelt einer aus dem Jahr 1330 am Castello di Vigolzone, das im Mittelalter ebenfalls der Familie Anguissola gehört hat.